# PQ-15
PQ-15 — арктический конвой времён Второй мировой войны.
PQ-15 был отправлен в СССР 10 апреля 1942 года, от берегов Шотландии со стратегическими грузами и военной техникой из США, и Великобритании. В его состав входило 25 грузовых судов. Его сопровождали две группы прикрытия. 5 мая 1942 года он прибыл в Мурманск. Три грузовых судна  и польская подводная лодка «Ястреб» (ORP Jastrząb) (погибло 5 моряков) при переходе были потоплены.

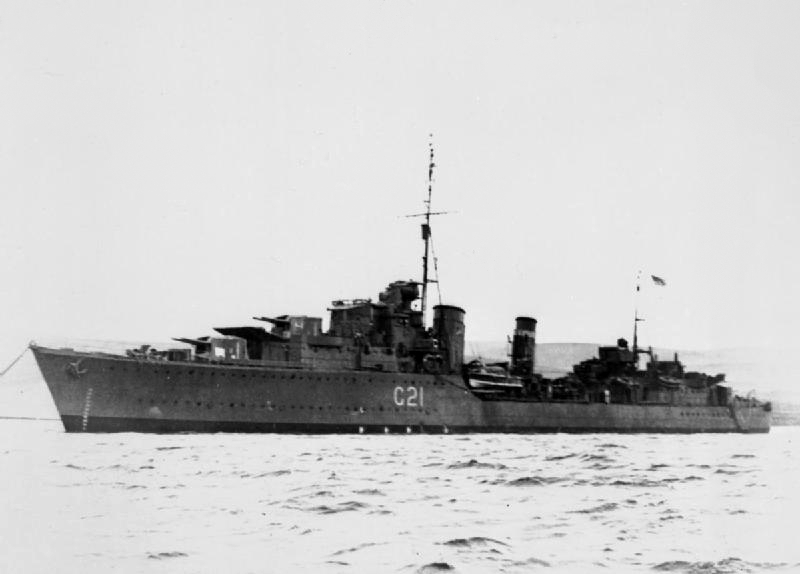
HMS Punjabi один из кораблей группы прекрытия

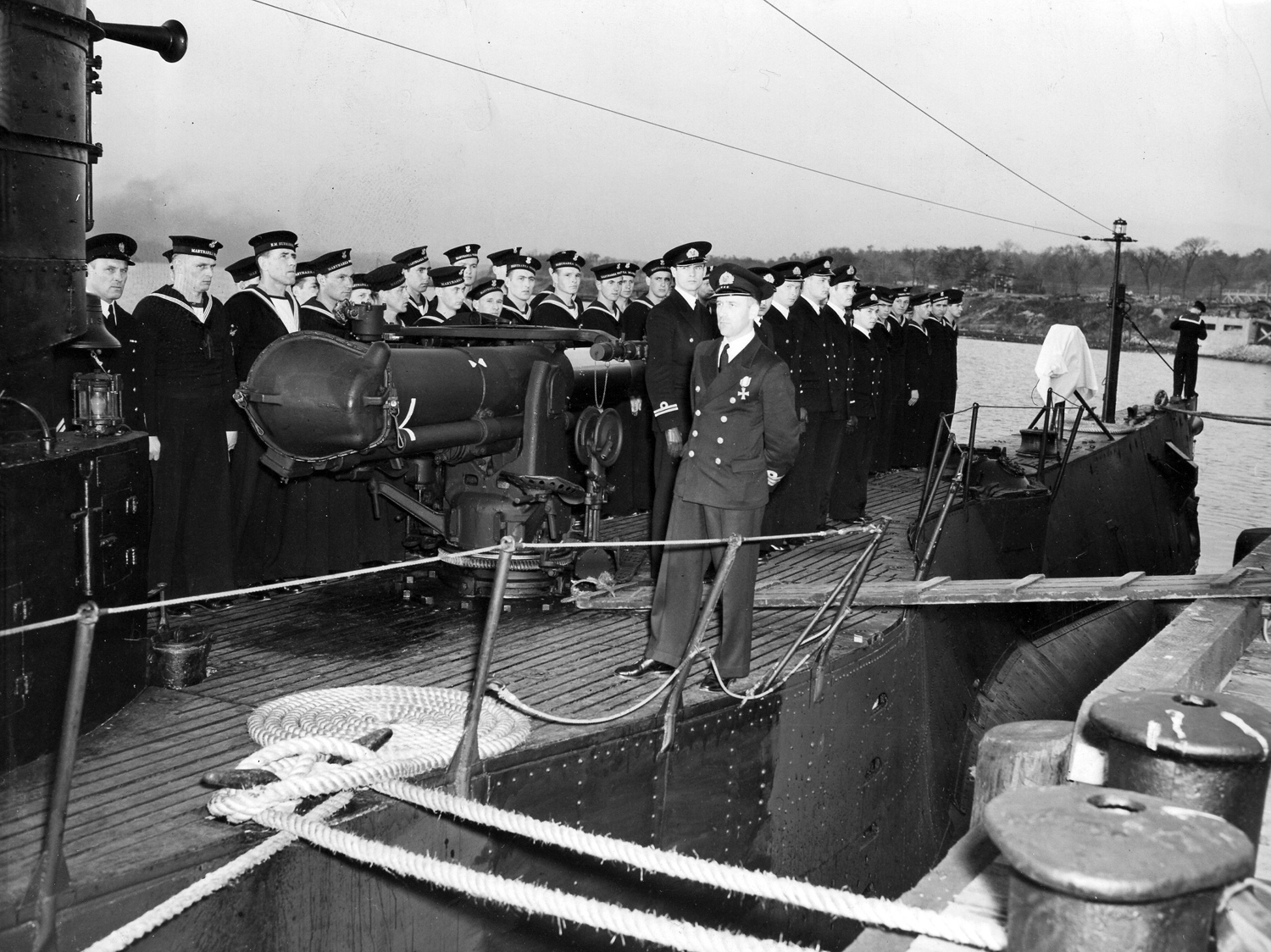
Польская подводная лодка «Ястреб» (ORP Jastrząb)